# Чором
Чором — пресноводное озеро на территории Святозерского сельского поселения Пряжинского района Республики Карелии.

## Общие сведения
Площадь озера — 0,9 км², площадь водосборного бассейна — 49,6 км². Располагается на высоте 111,6 метров над уровнем моря.
Форма озера лопастная, продолговатая: оно почти на два километра вытянуто с северо-запада на юго-восток. Берега изрезанные, каменисто-песчаные, преимущественно заболоченные.
С севера в Чором впадает река Лемай. С юго-востока — вытекает протока без названия, впадающая с правого берега в Чоромручей. Последний втекает в реку Тукшу, впадающую в реку Важинку, правый приток Свири.
В озере расположены два небольших безымянных острова.
Населённые пункты и автодороги вблизи водоёма отсутствуют.
Код объекта в государственном водном реестре — 01040100711102000015174.